# Jonathan De Bie
Jonathan De Bie (Ukkel, 28 mei 2000) is een Belgisch voetballer die sinds 2024 uitkomt voor Crossing Schaerbeek.

## Clubcarrière

### Jeugd
De Bie ruilde de jeugdopleiding van KV Mechelen in 2016 in voor die van Tottenham Hotspur. In de zomer van 2019 mocht hij met de A-kern van Tottenham mee op zomertournee in Azië, maar hij speelde er uiteindelijk nooit een wedstrijd in het eerste elftal. In januari 2020 testte hij bij KAA Gent, maar het kwam uiteindelijk niet tot een effectieve verbintenis.

### RWDM
Op 31 januari 2021 ondertekende De Bie een contract tot medio 2023 bij de Belgische tweedeklasser RWDM. Op 2 april 2021 maakte hij zijn officiële debuut in het eerste elftal van de club tijdens een competitiewedstrijd tegen Club NXT. Ook in de drie laatste competitiewedstrijden van het seizoen (tegen KVC Westerlo, Lommel SK en Lierse Kempenzonen) kreeg hij de voorkeur op Anthony Sadin, die een aflopend contract had in het Edmond Machtensstadion.
Na de komst van Théo Defourny in juli 2021 schoof hij evenwel weer een rij naar achteren. In het seizoen 2021/22 miste Defourny geen minuut (noch in de competitie, noch in de Beker van België), waardoor De Bie een heel seizoen aan de bank gekluisterd bleef. Dat was ook het geval in het seizoen 2022/23, toen RWDM de promotie naar Eerste klasse A afdwong.

### KSC Lokeren-Temse
Het contract van De Bie bij RWDM liep aanvankelijk medio 2023 af, maar uiteindelijk werd er toch een optie gelicht in zijn contract. In juli 2023 leende de club hem voor een seizoen uit aan KSC Lokeren-Temse, dat een paar maanden eerder naar Eerste nationale was gepromoveerd. Daar begon hij het seizoen als de doublure van eerste doelman Jelle Merckx, om vervolgens in oktober 2023 voor meerdere maanden uit te vallen met een blessure.
Op 9 december 2023 maakte hij zijn officiële debuut voor het eerste elftal van Lokeren-Temse: in de competitiewedstrijd tegen OH Leuven U23 (3-1-winst) verving hij de zieke Merckx. Op de slotspeeldag van de competitie, toen Lokeren-Temse al een tijdje zeker was van promotie naar Eerste klasse B, mocht De Bie ook in doel staan tegen Thes Sport (2-1-nederlaag). Na afloop van het seizoen 2023/24 nam Lokeren-Temse afscheid van De Bie.

### Crossing Schaerbeek
In september 2024 sloot de transfervrije De Bie zich aan bij Crossing Schaerbeek. Daar veroverde hij vrij snel de positie van eerste doelman.

## Clubstatistieken
| Seizoen         | Club                | Land            | Competitie           | Competitie | Competitie | Beker | Beker | Supercup | Supercup | Europees | Europees | Totaal | Totaal |
| Seizoen         | Club                | Land            | Competitie           | Wed.       | Dlp.       | Wed.  | Dlp.  | Wed.     | Dlp.     | Wed.     | Dlp.     | Wed.   | Dlp.   |
| --------------- | ------------------- | --------------- | -------------------- | ---------- | ---------- | ----- | ----- | -------- | -------- | -------- | -------- | ------ | ------ |
| 2020/21         | RWDM                | Vlag van België | Eerste klasse B      | 4          | 0          | 0     | 0     | —        | —        | —        | —        | 4      | 0      |
| 2021/22         | RWDM                | Vlag van België | Eerste klasse B      | 0          | 0          | 0     | 0     | —        | —        | —        | —        | 0      | 0      |
| 2022/23         | RWDM                | Vlag van België | Eerste klasse B      | 0          | 0          | 0     | 0     | —        | —        | —        | —        | 0      | 0      |
| 2023/24         | → KSC Lokeren-Temse | Vlag van België | Eerste nationale     | 2          | 0          | 0     | 0     | —        | —        | —        | —        | 2      | 0      |
| 2024/25         | Crossing Schaerbeek | Vlag van België | Tweede afdeling ACFF | 24         | 0          | 0     | 0     | —        | —        | —        | —        | 24     | 0      |
| Carrière totaal | Carrière totaal     | Carrière totaal | Carrière totaal      | 30         | 0          | 0     | 0     | 0        | 0        | 0        | 0        | 30     | 0      |

Bijgewerkt op 28 maart 2025.

## Privé
- Zijn drie jaar oudere broer Thomas is eveneens doelman.
- De Bie liet na zijn transfer naar RWDM optekenen dat hij geen weet heeft van een mogelijke familieband met Jan De Bie, de voormalige nationale doelman die jarenlang uitkwam voor Racing Club Brussel (een van de vele clubs die opging in fusieclub RWDM). Racing Club Brussel speelde zijn thuiswedstrijden destijds in De Ganzenvijver in Ukkel, nota bene de gemeente waar Jonathan in 2000 het levenslicht zag.[12]